# Kista

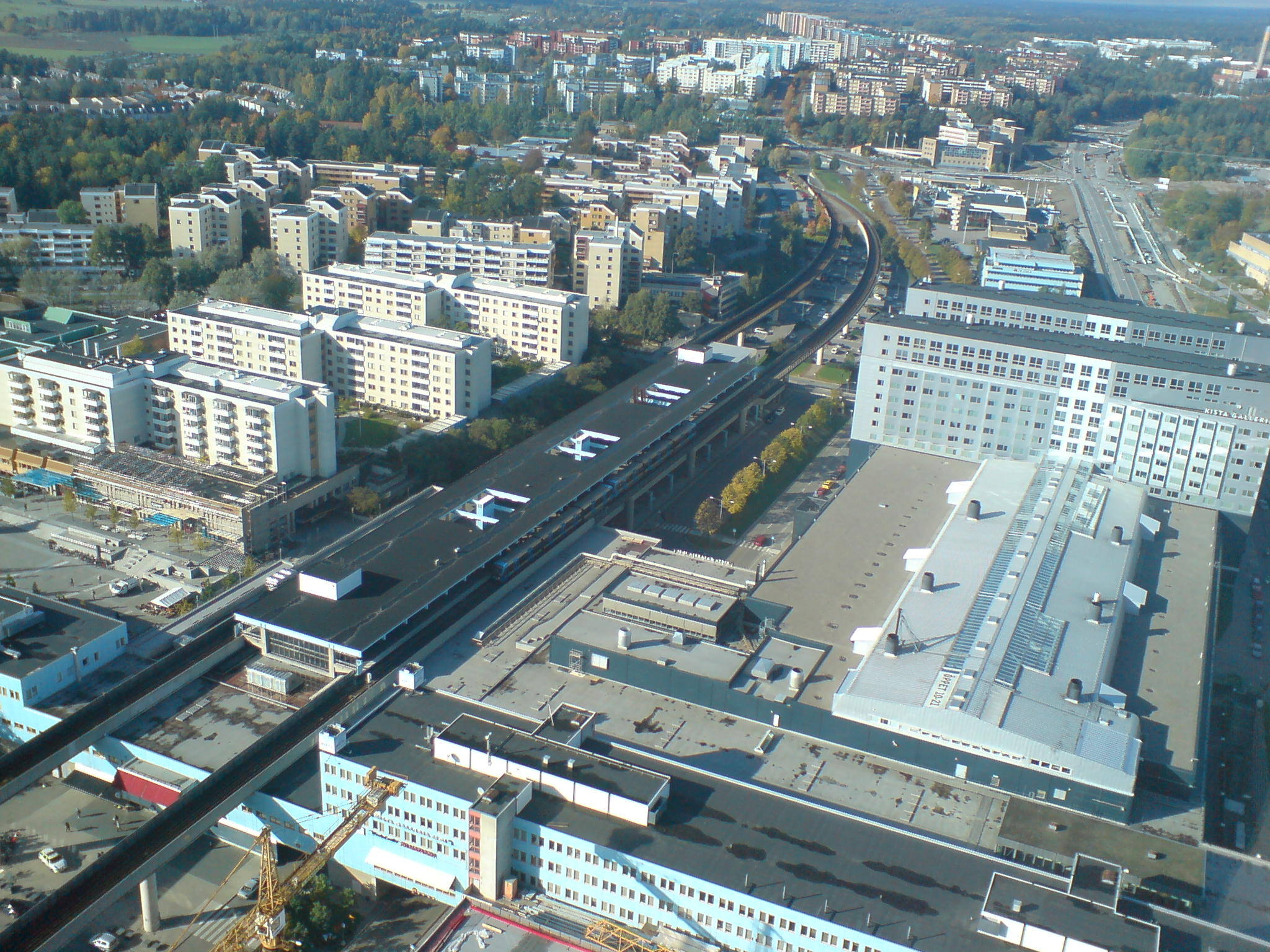
Kista

Kista é um distrito no suburbio de Estocolmo, com 10 000 habitantes, hoje um importante cluster industrial e centro tecnológico da Suécia e dos mais importantes da Europa. Em Kista converge a actividade académica das universidades com o trabalho de institutos de investigação e de cerca de 350 empresas de tecnologia, em especial de telecomunicações sem fios. Um total de 65 000 pessoas trabalham em Kista e 4000 estudam.
Entre as empresas destacam-se a empresa sueca Ericsson, gigante das telecomunicações, e outras como a Nokia, HP, Microsoft, Intel e Oracle.
É servida pelo metropolitano de Estocolmo, linha azul.

## Galeria

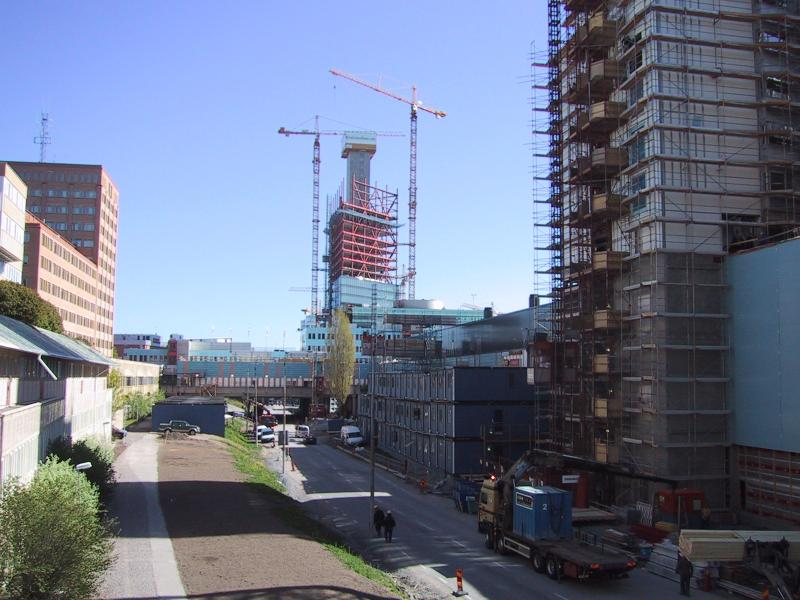
Kista Science Tower em construção, Maio de 2002.
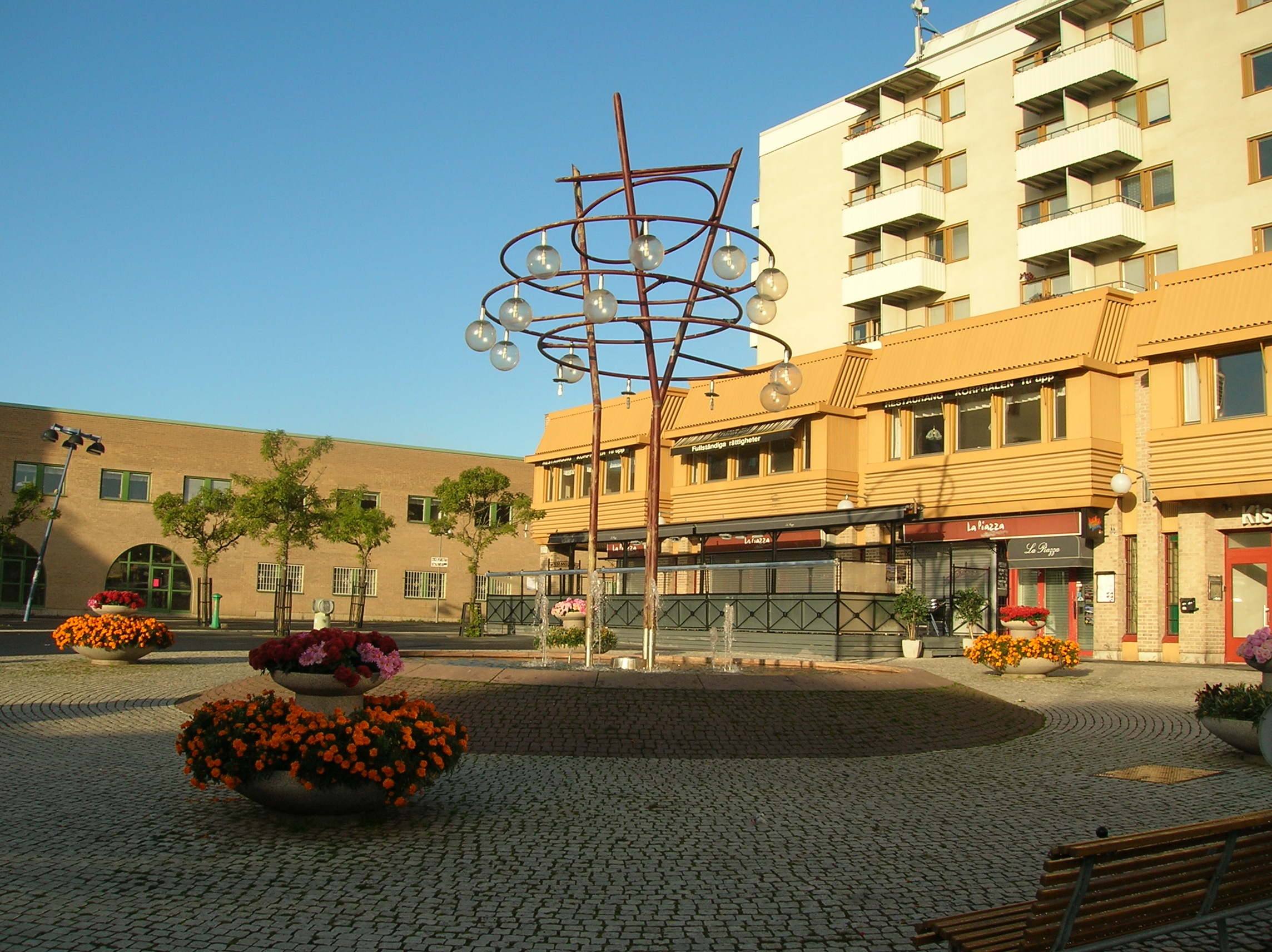
Praça de Kista em 2005.
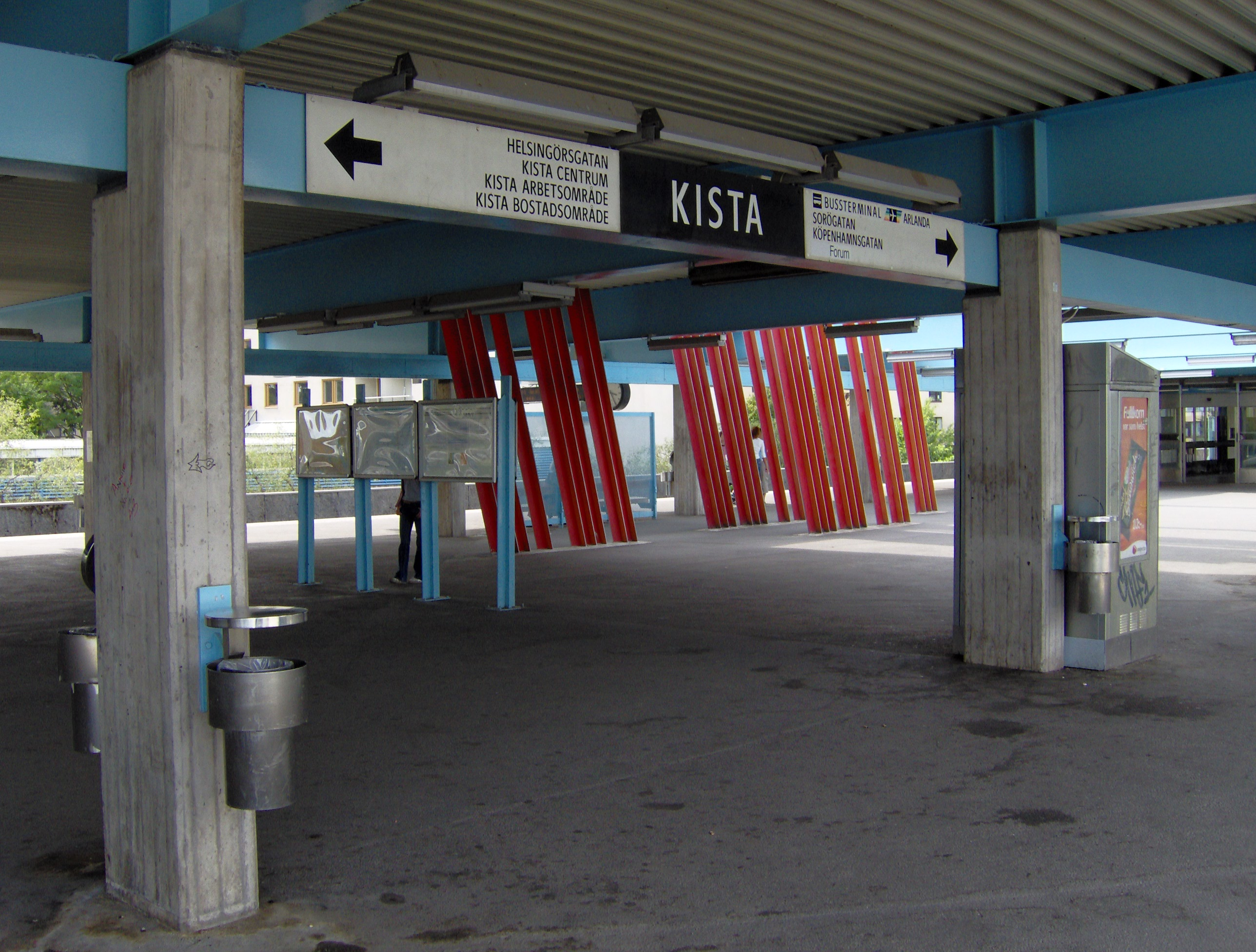
Kista: estação de metro.
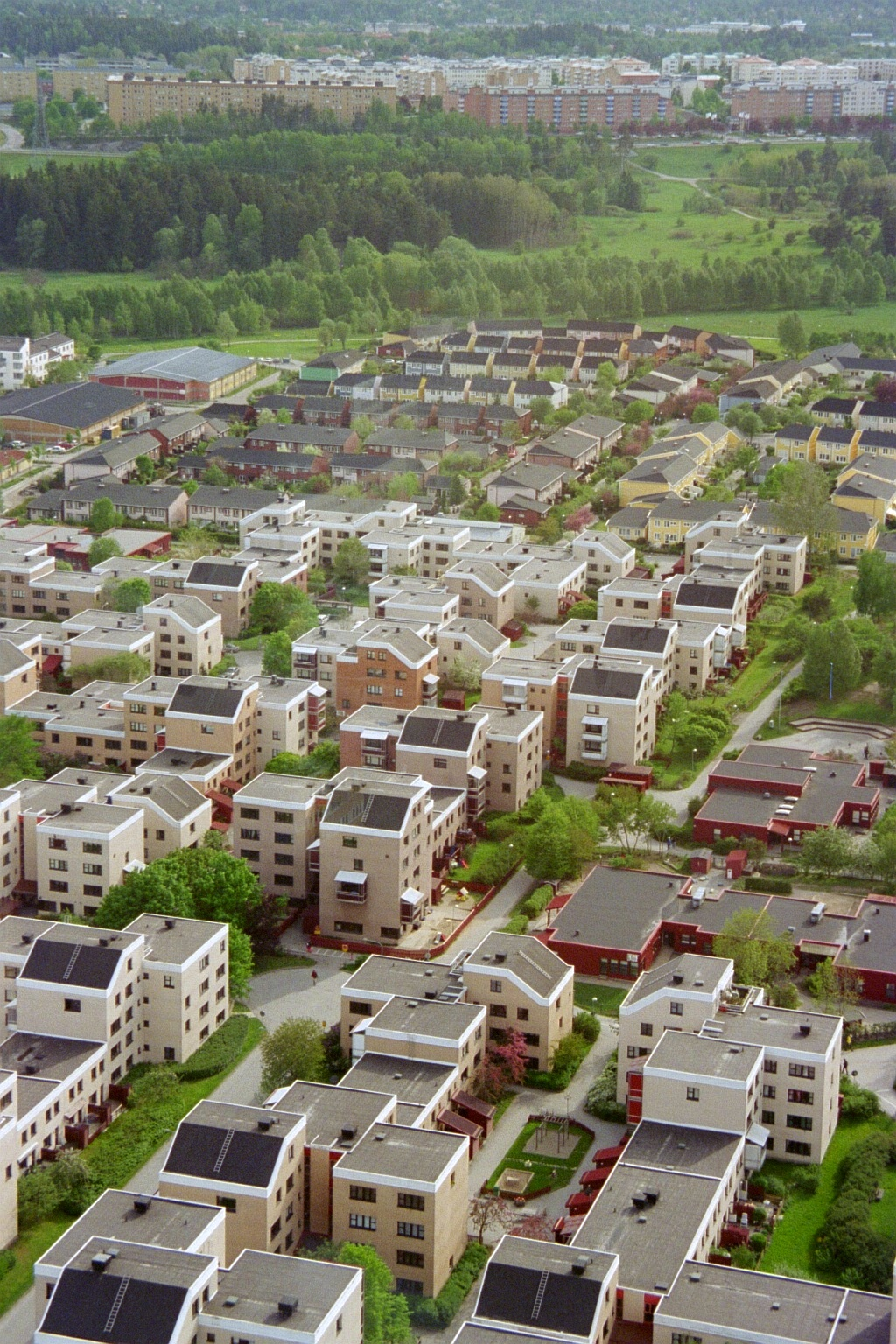
Kista, vista da Kista Science Tower em 2005.